# Lars Gyllenhaal

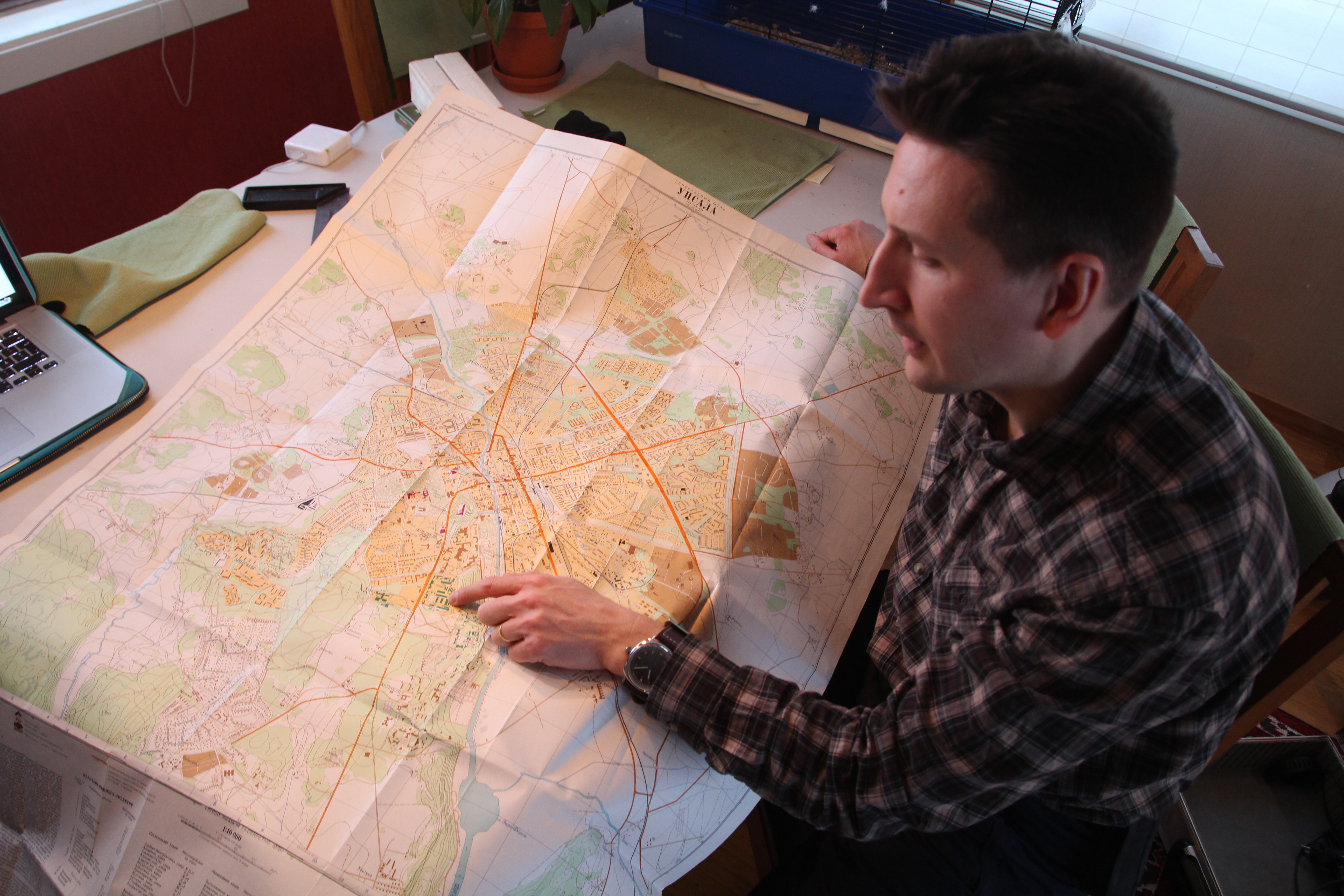
Lars Gyllenhaal visar hemlig sovjetisk karta över Uppsala stad.

Lars Herman Folke Gyllenhaal, född 9 juli 1968, är en svensk friherre och författare med modern militärhistoria som specialitet.

## Biografi
Lars Gyllenhaal är enda barnet till pressrådet i utrikesdepartementet, friherre Herman Gyllenhaal och barnsköterskan Monica Wennerholm. Sedan sin fars död 2023 är han friherre och huvudman för friherrliga ätten Gyllenhaal till Härlingstorp nr 396. Han var innan dess huvudman för adliga ätten Gyllenhaal nr 814. Gyllenhaal studerade franska vid Université de Savoie i Annecy i Frankrike, och ryska på ett språkinstitut i Moskva. Han började skriva som frilansjournalist för militärhistoriska tidskrifter och tidningar. Åren 1992–1994 var han anställd av de lokala myndigheterna i staden Apatity på Kolahalvön i nordvästra Ryssland.[källa behövs]
Han återvände till Sverige 1994 och var projektledare vid stiftelsen Centek i Luleå. År 2000 blev han författare på heltid.
Gyllenhaal har gjort research för flera dokumentärfilmer om andra världskriget, till exempel Krieg in der Arktis (Kriget i Arktis) av Jens Becker och Ralf Daubitz och de prisbelönta Blood Road (Blodsvägen) och Under a Rusty Star (Under en rostig stjärna) båda av Gunilla Bresky.
Sedan 2005 är Gyllenhaal ledamot av Svenska militärhistoriska kommissionen. Han har varit verksam i utvecklingen av Försvarsmuseum Boden.
Han blev 2011 utnämnd till Årets Pitebo: "För sitt mästerliga arbete i att gräva fram intressant militärhistoria.

## Utmärkelser
- 2021 – KKrVAgm (Kungliga Krigsvetenskapsakademiens belöningsmedalj i guld av åttonde storleken), där delar av motiveringen löd: "Gyllenhaals forskning och skriftställarskap har varit och är av stor betydelseför vår förståelse av och kunskap om villkoren för vårt lands säkerhetspolitik, i går, i dag och i morgon”.[7]